# Luigi Roncaglia
Luigi Roncaglia (né le 10 juin 1943 à Roverbella) est un coureur cycliste italien. Spécialiste de la poursuite par équipes, il a été champion du monde de cette discipline en amateurs en 1966 et 1968. Il a également été médaillé d'argent aux Jeux olympiques de 1964 et médaillé de bronze aux Jeux olympiques de 1968. Il a ensuite été professionnel en 1969 et 1970 et a remporté les Six jours de Melbourne en 1970 avec Bob Ryan.

## Palmarès

### Jeux olympiques
- Tokyo 1964
  -  Médaillé d'argent de la poursuite par équipes (avec Franco Testa, Cencio Mantovani, Carlo Rancati)
- Mexico 1968
  -  Médaillé de bronze de la poursuite par équipes (avec Lorenzo Bosisio, Cipriano Chemello, Giorgio Morbiato)

### Championnats du monde
- 1965
  -  Médaillé de bronze de la poursuite par équipes amateurs
- 1966
  -  Champion du monde de poursuite par équipes amateurs (avec Antonio Castello, Cipriano Chemello, Gino Pancino)
- 1967
  -  Médaillé de bronze de la poursuite par équipes amateurs
- 1968
  -  Champion du monde de poursuite par équipes amateurs (avec Giorgio Morbiato, Cipriano Chemello, Lorenzo Bosisio)

### Championnats nationaux
- 1964
  -  Champion d'Italie de poursuite amateurs
- 1967
  - 3e du championnat d'Italie de poursuite amateurs
- 1968
  -  Champion d'Italie de poursuite par équipes amateurs

### Autres courses
- Six jours de Melbourne en 1970 avec Bob Ryan

### Résultats sur les grands tours

#### Tour d'Italie
1 participation
- 1969 : abandon